# Буково (Смолянська область)
Бу́ково (болг. Буково) — село в Смолянській області Болгарії. Входить до складу общини Мадан.

## Населення
За даними перепису населення 2011 року у селі проживали 284 особи, з них 169 осіб (98,8%) — болгари.
Розподіл населення за віком у 2011 році:
Динаміка населення: